# ابو سعید العفیف
ابو سعید العفیف پزشک مشهور در قاهره سامری قرن پانزدهم بود.